# Miss Venezuela Mundo 2014
Miss Venezuela Mundo 2014 fue la sexta (6°) edición del certamen Miss Venezuela Mundo que se llevó a cabo el sábado 2 de agosto en el Estudio 1 de Venevisión de la ciudad de Caracas. Al final del evento, Karen Soto, Miss Venezuela Mundo 2013 coronó a su sucesora Debora Menicucci, quien representó al país suramericano en el Miss Mundo 2014 que se celebró el 14 de diciembre en Londres, Inglaterra.

## Ganadoras
| Resultado            | Candidata                                                       |
| -------------------- | --------------------------------------------------------------- |
| Miss Venezuela Mundo | - Debora Menicucci                                              |
| Primera Finalista    | - Adriana Marval Marin                                          |
| Segunda Finalista    | - Erika Pinto Sierra                                            |
| Top 6                | - María Luisa Lera - Gleymar Loyo Becerra - Andrea Lira Soledad |

## Premios especiales
| Resultado             | Candidata          |
| --------------------- | ------------------ |
| Miss Confianza        | - Debora Menicucci |
| Miss Cabello Radiante | - Adriana Marval   |
| Belleza con Propósito | - Erika Pinto      |
| Mejor Sonrisa         | - Gleymar Loyo     |
| Miss Piernas Venus    | - Andrea Lira      |
| Miss Amistad          | - María Luisa Lera |

## Pruebas Preliminares
| Resultado                     | Candidata                        |
| ----------------------------- | -------------------------------- |
| Prueba de talento (Actuación) | - Gleymar Loyo - Sheleska Lorenz |
| Prueba Física                 | - Eneydis Torres                 |
| Prueba de Pasarela            | - Debora Menicucci               |
| Prueba de talento (Baile)     | - María Luisa lera               |
| Prueba de talento (Canto)     | - Clarisa Daboin                 |
| Prueba de Oratoria            | - Adriana Marval                 |

## Jurado
- Osmel Sousa, Presidente de la organización Miss Venezuela.
- Ivo Contreras, Estilista venezolano
- Alejandro Fajardo, Diseñador venezolano
- Jacqueline Aguilera, Miss Mundo 1995.
- Cristóbal Lander, actor venezolano
- Ivian Sarcos, Miss Mundo 2011.
- Jesús Casanova, Mister Mundo Venezuela 2014

## Candidatas
12 participaron en el certamen:
(En la tabla se utiliza su nombre completo, los sobrenombres van entrecomillados y los apellidos utilizados como nombre artístico, entre paréntesis; fuera de ella se utilizan sus nombres "artísticos" o simplificados):

| Nro | Candidata                              | Edad | Estatura (m) | Ciudad Natal |
| --- | -------------------------------------- | ---- | ------------ | ------------ |
| 12  | Debora Sacha Menicucci Anzola          | 24   | 1,80         | Caracas      |
| 4   | Adriana Carolina Marval Marin          | 24   | 1,72         | La Asunción  |
| 3   | Erika María Pinto Sierra               | 23   | 1,80         | Maracaibo    |
| 1   | María Luisa Zerpa Lera                 | 24   | 1,82         | Valencia     |
| 5   | Gleymar Judith Loyo Becerra            | 26   | 1,77         | Acarigua     |
| 10  | Andrea Victoria Lira Soledad           | 21   | 1,80         | Caracas      |
| 2   | María Gabriela Antillano Martínez      | 17   | 1,77         | Maracay      |
| 6   | Sheleska Carolina Lorenz Granadillo    | 25   | 1,72         | Caracas      |
| 7   | Eneydis Thaina Torres Zambrano         | 22   | 1,68         | Mérida       |
| 8   | Oneimart Raquel Valdéz Delgado         | 22   | 1,77         | Maracaibo    |
| 9   | Clarissa Guadalupe Daboin Mora         | 24   | 1,74         | Maracay      |
| 11  | María Natividad "Naty" Paredes Padilla | 23   | 1,74         | Charallave   |

     Miss Venezuela Mundo
     1.ª Finalista
     2.ª Finalista
     Top 6 Finalistas
     Top 12 Semifinalistas

## Datos acerca de las candidatas
- Débora Menicucci, Andrea Lira y Gleymar Loyo compitieron en el Miss Venezuela 2013 representando a los estados Amazonas, Distrito Capital y Miranda, respectivamente. Andrea fue semifinalista, mientras que Débora ganó los premios de Miss Pasarela y Miss Actitud, y Gleymar ganó el premio de Miss Belleza Integral.
- María Luisa Lera representó al estado Carabobo en el Miss Venezuela 2012, sin éxito alguno.
- Oneimart Valdéz participó en 2013 en el Miss Venezuela, Todo por la corona.
- Tan solo una semana después del concurso, Érika Pinto entró al grupo oficial de 25 candidatas al Miss Venezuela 2014. Representó al estado Zulia y se hizo acreedora del premio de Miss Fitness y segunda finalista del concurso.
- Sheleska Lorenz, participó sin éxito en concurso de Chica HTV 2015